# Anthony Poshepny
Anthony Alexander Poshepny (18 de septiembre de 1924- 27 de junio de 2003), conocido como Tony Poe, era un paramilitar oficial CIA a lo que ahora se llama División de Actividades Especiales. Es recordado por entrenar para Estados Unidos el Ejército Secreto en Laos durante la guerra de Vietnam.

## Primeros años y carrera
Una descripción exacta de la carrera de Poshepnys es complicada por el secreto gubernamental y por su tendencia a embellecer las historias. Por ejemplo, él a menudo fingía ser un refugiado procedente de Hungría, pero en realidad nació en Long Beach, California. Se unió al los Marines en 1942 sirviendo en el 2.º batallón de paracaidistas de los Marines y peleó con la 5th Marine Division en Iwo Jima, recibiendo dos medallas Purple Heart. Después de graduarse de la San Jose State University en 1950, se unió a la CIA en Corea durante la guerra de Corea, entrenando refugiados en missiones de sabotaje detrás de las linéas enemigas.
Después de la guerra de Corea, Poshepny se unió a la compañía de fachada CIA basada en Bangkok Overseas Southeast Asia Supply (SEA Supply), que proveía equipamiento militar a las fuerzas del Kuomintang basadas en Burma. En 1958, Poshepny trató fallidamente de efectuar operaciones contra Sukarno, Presidente de Indonesia. Desde 1958 a 1960, entrenó a varios equipos militares de operaciones especiales, incluyendo a los Khambas tibetanos y los Hui musulmanes en Camp Hale, para operaciones en China contra el gobierno comunista . Poshepny a veces ha afirmado que él personalmente acompañó el decimocuarto Dalái lama en su exilio del Tíbet, pero esto ha sido negado, tanto por exagentes de la CIA involucrados en la operación de Tíbet y por el gobierno tibetano en el exilio.

## Laos
La Agencia estaba impresionada con la capacidad de Poshepny para entrenar a fuerzas paramilitares rápidamente y le concedió la estrella de la inteligencia en 1959. Dos años más tarde, fue asignado con J. Vinton Lawrence para entrenar a las tribus de las colinas Hmong en Laos para combatir a los norvietnamitas y fuerzas del Pathet Lao. En Laos, Poshepny ganó el respeto de las fuerzas de Hmong con prácticas que eran bárbaras por las normas de la agencia. Pagó combatientes Hmong a traerle las orejas de soldados muertos enemigos, y en al menos una ocasión, envió una bolsa de orejas a la Embajada de Estados Unidos en Vientián para probar la cuenta de sus soldados muertos. Dejó caer cabezas cortadas sobre posiciones enemigas dos veces en una forma espeluznante de PSYOPS. Aunque sus órdenes eran sólo entrenar a las fuerzas, también entró en batalla con ellos y fue herido varias veces por metralla.
Durante varios años, Poshepny se desilusionó con la gestión de los gobiernos de la guerra. Acusó entonces Major General laosiano Vang Pao de usar la guerra y los activos de la CIA, para enriquecerse mediante el comercio de opio. La CIA extrajó a Poshepny de Laos en 1970 y lo reasignado a un campo de entrenamiento en Tailandia hasta su jubilación en 1974. En 1975 recibió otra estrella de la inteligencia.

## Retiro
Después de la guerra Poshepny permanecíó en Tailandia con su esposa Hmong y cuatro hijos. Se mudó con la familia a California en la década de 1990. Con frecuencia apareció en reuniones de veteranos Hmong y ayudó a los veteranos a inmigrar e instalarse en los Estados Unidos. Admitió libremente sus acciones durante la guerra a los reporteros y los historiadores, diciendo que eran una respuesta necesaria a la agresión comunista.
Varias historias de prensa han sugerido que Poshepny era el modelo para Coronel Walter Kurtz en la película Apocalypse Now, pero Poshepny y el director Francis Ford Coppola negaron esta conexión.[cita requerida]

### Desarrollos relacionados
- Barry & 'the Boys' : The CIA, the Mob and America's Secret History
- The Politics of Heroin in Southeast Asia. CIA complicity in the global drug trade
- The Explosive, inside Story of the Mobster Who Controlled America[2]
- The Great Heroin Coup: Drugs, Intelligence, & International Fascism[3]